# Unidad de Tareas Especiales
La Unidad de Tareas Especiales de la Policía de Hong Kong, (en chino: 特別任務連), (en inglés: Special Duties Unit) (SDU), también son llamados "Tigres Voladores" (en inglés: Flying Tigers) (en chino: 飛虎隊), son una unidad táctica de élite del cuerpo de policía de Hong Kong, son una unidad encargada de neutralizar los ataques terroristas, rescatar a los rehenes, y hacer frente a criminales armados.

## Base de operaciones
El SDU, es una subdivisión de la unidad policial táctica antidisturbios, la cual es parte del departamento de operaciones y apoyo. La SDU tiene su base en el cuartel de la unidad policial táctica ubicado en Fanling. La SDU lleva a cabo misiones de búsqueda y recuperación de pruebas bajo el agua, y operaciones de búsqueda y rescate de personas en la superficie.

## Historia
La SDU fue establecida en 1974 por el Gobierno británico de Hong Kong, en respuesta a la siempre en aumento amenaza del terrorismo internacional. La SDU, consistía entonces en una fuerza de solo 10 miembros, usaba el equipo policial existente, así como el armamento policial disponible, y diseñaba sus propias tácticas.
A principios de 1978, el Servicio Aéreo Especial del Ejército Británico, envió a un equipo de asesores a Hong Kong para evaluar a la Unidad de Tareas Especiales, y para entrenar a los equipos de asalto terrestre. Esta misión tuvo como resultado considerables cambios en el equipamiento y en las tácticas de la unidad SDU.
En 1982, el Servicio Especial de Embarcaciones de la Marina Real británica envió a un equipo de asesores a Hong Kong, para establecer allí un equipo de asalto naval, entrenado militarmente para llevar a cabo labores de submarinismo y buceo. Los equipos de asalto naval estaban integrados por agentes entrenados para llevar a cabo operaciones marítimas.
Después de devolución de la ciudad y el territorio de Hong Kong, por parte del Reino Unido, a la República Popular de China, que tuvo lugar en 1997, el SDU ha continuado llevando a cabo ejercicios de entrenamiento conjunto con varias unidades tácticas policiales y con las fuerzas especiales militares de varios países europeos, asiáticos y americanos, así mismo, el SDU a formado unos vínculos muy cercanos con las fuerzas de orden público de la China continental. Entre los años 1974 y 2014, el SDU ha participado en 162 misiones y ha llevado a cabo 335 búsquedas e inmersiones.

## Organización
La Unidad de Tareas Especiales, consiste en un grupo de apoyo, un grupo de administración, y un grupo de acción. El grupo de acción es el núcleo del SDU, este a su vez esta formado por un equipo de asalto, y por un equipo de francotiradores. la estructura del SDU es la siguiente:

### Grupo de administración
El grupo de administración (cuartel general): es el responsable de todo el trabajo administrativo, así como de ofrecer información a las unidades para llevar a cabo las operaciones.

### Grupo de acción
El grupo de acción: es el encargado de organizar a los equipos de asalto, al equipo de francotiradores, y de llevar a cabo el entrenamiento de los agentes.

### Grupo de apoyo
El grupo de apoyo consiste en:
- Un equipo naval que proporciona transporte marítimo a los equipos de asalto y que mantiene en estado operativo a la flotilla de embarcaciones de la SDU.

- Un equipo médico que consiste en médicos de combate que trabajan junto a los equipos de asalto.[10]

- Un equipo de transporte que mantiene en funcionamiento a la flota de vehículos terrestres del SDU.

- Un equipo canino equipado con perros pastores belgas.